# Oscar Robertson Trophy

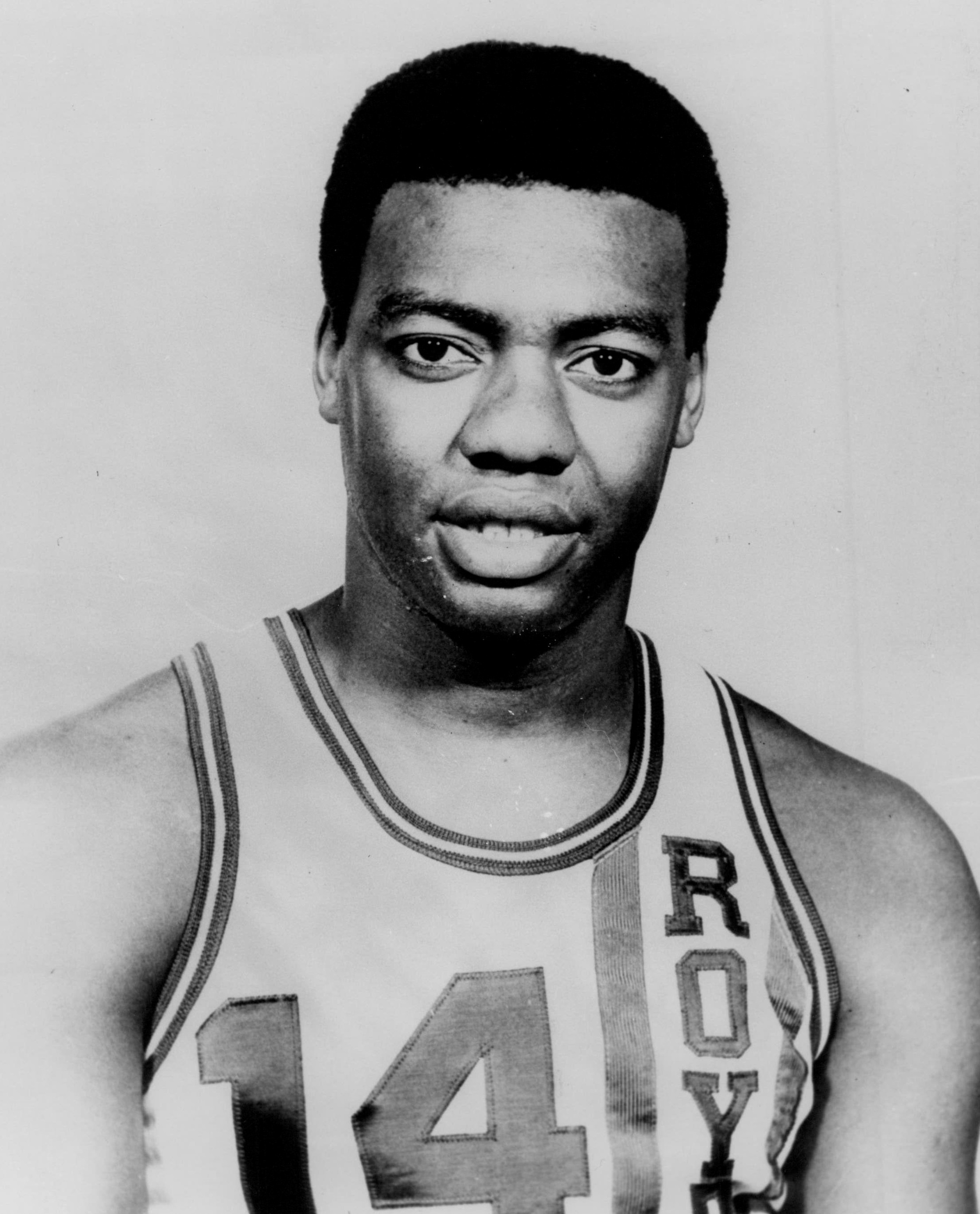
Oscar Robertson.

Oscar Robertson Trophy – nagroda przyznawana corocznie najlepszemu koszykarzowi akademickiemu w Stanach Zjednoczonych przez Stowarzyszenie Dziennikarzy Koszykarskich Stanów Zjednoczonych (USBWA). Jest najstarszą nagrodą, nadal przyznawaną czołowym koszykarzom akademickim w kraju. Jej pierwszym laureatem został po zakończeniu rozgrywek 1958/59 uznany Oscar Robertson. 
Na początku nosiła nazwę – Akademickiego Zawodnik Roku USBWA (USBWA College Player of the Year). Stowarzyszenie USBWA wybiera co sezon najlepszego zawodnika, trenera roku oraz składy All-America Teams zarówno pośród kobiet, jak i mężczyzn. Po latach zmieniono jej nazwę na Oscar Robertson Trophy (w 1998 roku), w celu uhonorowania członka Koszykarskiej Galerii Sław, który był jej pierwszym laureatem, a w sumie uzyskał ją dwukrotnie z rzędu, jako koszykarz uczelni Cincinnati.

## Klucz
| †            | Zawodnicy współdzielący nagrodę                          |
| Zawodnik (X) | Oznacza liczbę nagród uzyskanych przez jednego zawodnika |
| Freshman     | Zawodnik pierwszego roku                                 |
| Sophomore    | Zawodnik drugiego roku                                   |
| Junior       | Zawodnik trzeciego roku                                  |
| Senior       | Zawodnik ostatniego roku                                 |

## Laureaci

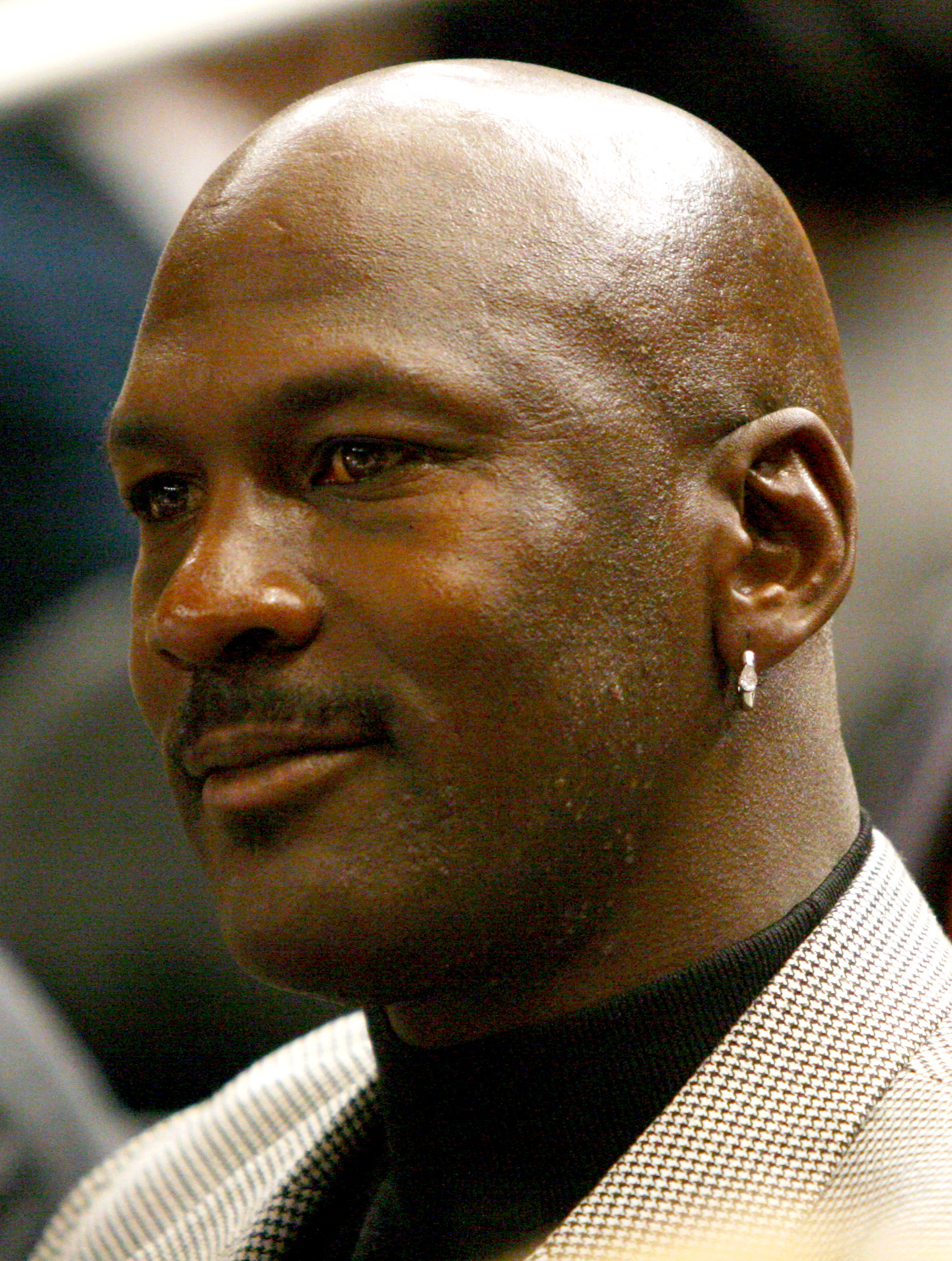
Michael Jordan, zwycięzca z 1984 roku.

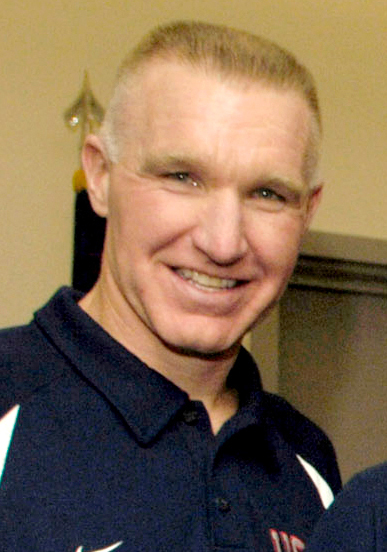
Chris Mullin – laureat z 1985 roku.

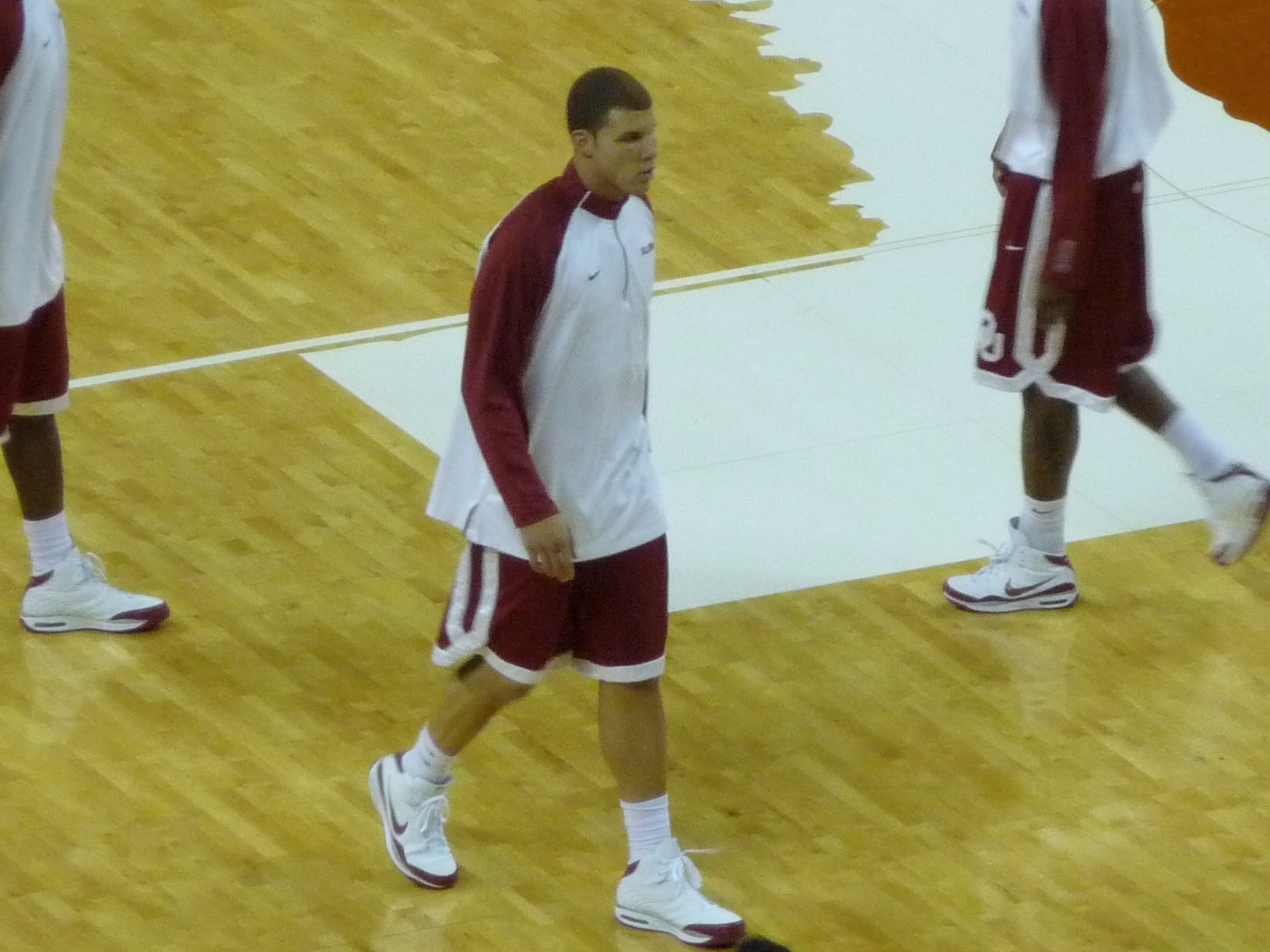
Blake Griffin zdobył nagrodę w 2009.

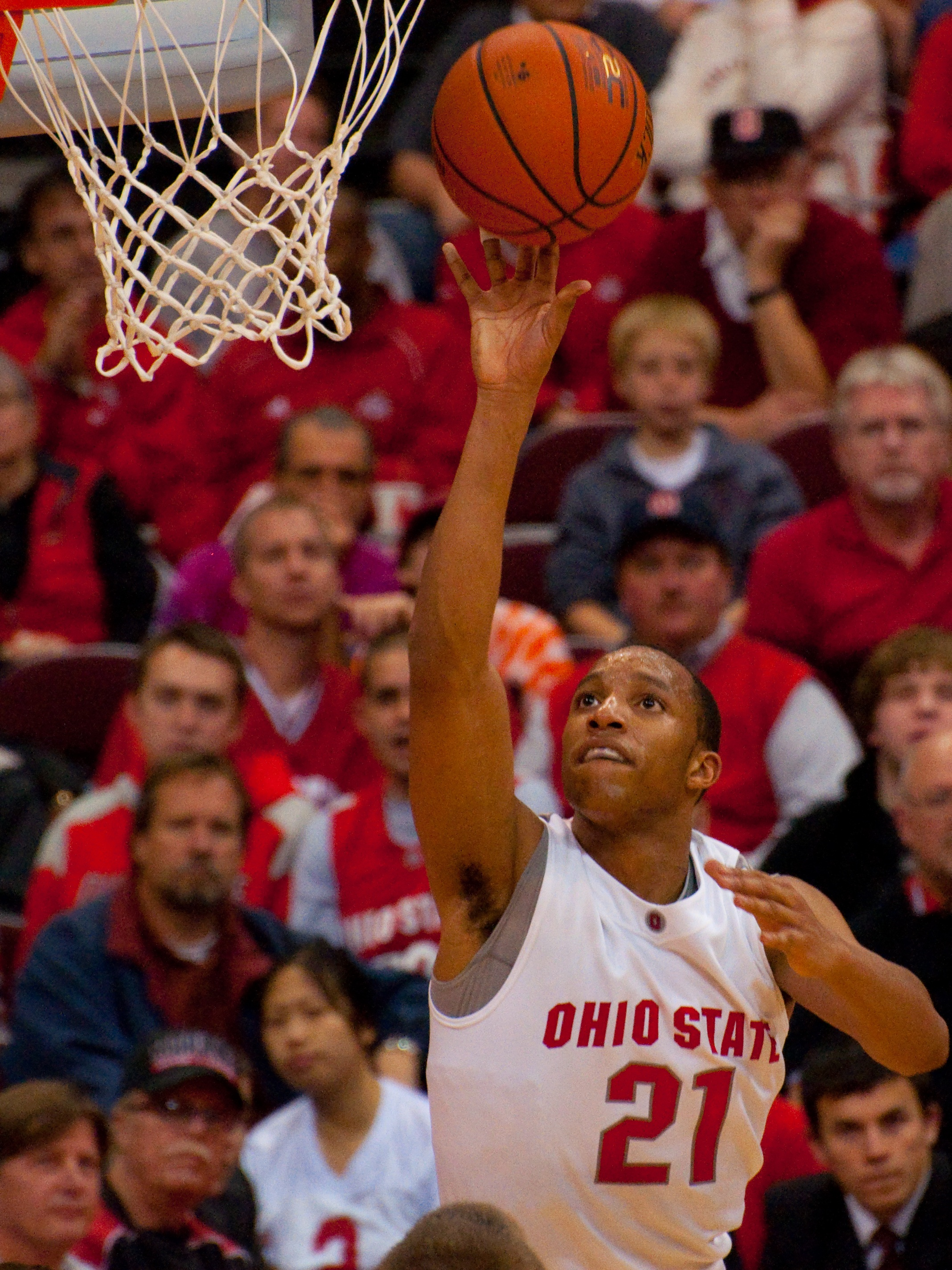
Evan Turner został laureatem w 2010 roku.

| Sezon    | Zawodnik            | Uczelnia       | Pozycja                              | Status    |
| -------- | ------------------- | -------------- | ------------------------------------ | --------- |
| 1958–59  | Oscar Robertson     | Cincinnati     | Rozgrywający                         | Junior    |
| 1959–60  | Oscar Robertson (2) | Cincinnati     | Rozgrywający                         | Senior    |
| 1960–61  | Jerry Lucas         | Ohio State     | Skrzydłowy / Środkowy                | Junior    |
| 1961–62  | Jerry Lucas (2)     | Ohio State     | Skrzydłowy / Środkowy                | Senior    |
| 1962–63  | Art Heyman          | Duke           | Niski skrzydłowy / Rzucający obrońca | Senior    |
| 1963–64  | Walt Hazzard        | UCLA           | Obrońca                              | Senior    |
| 1964–65  | Bill Bradley        | Princeton      | Niski skrzydłowy / Rzucający obrońca | Junior    |
| 1965–66  | Bill Bradley (2)    | Princeton      | Niski skrzydłowy / Rzucający obrońca | Senior    |
| 1966–67  | Lew Alcindor        | UCLA           | Środkowy                             | Sophomore |
| 1967–68  | Lew Alcindor (2)    | UCLA           | Środkowy                             | Junior    |
| 1968–69  | Pete Maravich       | LSU            | Obrońca                              | Junior    |
| 1969–70  | Pete Maravich (2)   | LSU            | Obrońca                              | Senior    |
| 1970–71  | Sidney Wicks        | UCLA           | Środkowy                             | Senior    |
| 1971–72  | Bill Walton         | UCLA           | Środkowy                             | Sophomore |
| 1972–73  | Bill Walton (2)     | UCLA           | Środkowy                             | Junior    |
| 1973–74  | Bill Walton (3)     | UCLA           | Środkowy                             | Senior    |
| 1974–75  | David Thompson      | NC State       | Rzucający obrońca / Niski skrzydłowy | Senior    |
| 1975–76  | Adrian Dantley      | Notre Dame     | Obrońca / Skrzydłowy                 | Junior    |
| 1976–77  | Marques Johnson     | UCLA           | Obrońca / Skrzydłowy                 | Senior    |
| 1977–78  | Phil Ford           | North Carolina | Rozgrywający                         | Senior    |
| 1978–79  | Larry Bird          | Indiana State  | Niski skrzydłowy                     | Senior    |
| 1979–80  | Mark Aguirre        | DePaul         | Niski skrzydłowy                     | Sophomore |
| 1980–81  | Ralph Sampson       | Wirginia       | Środkowy                             | Sophomore |
| 1981–82  | Ralph Sampson (2)   | Wirginia       | Środkowy                             | Junior    |
| 1982–83  | Ralph Sampson (3)   | Wirginia       | Środkowy                             | Senior    |
| 1983–84  | Michael Jordan      | North Carolina | Rzucający obrońca                    | Junior    |
| 1984–85  | Chris Mullin        | St. John’s     | Rzucający obrońca / Niski skrzydłowy | Senior    |
| 1985–86  | Walter Berry        | St. John’s     | Silny skrzydłowy                     | Senior    |
| 1986–87  | David Robinson      | Navy           | Środkowy                             | Senior    |
| 1987–88  | Hersey Hawkins      | Bradley        | Rzucający obrońca                    | Senior    |
| 1988–89  | Danny Ferry         | Duke           | Silny skrzydłowy / Środkowy          | Senior    |
| 1989–90  | Lionel Simmons      | La Salle       | Niski skrzydłowy                     | Senior    |
| 1990–91  | Larry Johnson       | UNLV           | Silny skrzydłowy                     | Senior    |
| 1991–92  | Christian Laettner  | Duke           | Skrzydłowy                           | Senior    |
| 1992–93  | Calbert Cheaney     | Indiana        | Niski skrzydłowy                     | Senior    |
| 1993–94  | Glenn Robinson      | Purdue         | Niski skrzydłowy / Silny skrzydłowy  | Sophomore |
| 1994–95  | Ed O’Bannon         | UCLA           | Niski skrzydłowy                     | Senior    |
| 1995–96  | Marcus Camby        | UMass          | Środkowy                             | Junior    |
| 1996–97  | Tim Duncan          | Wake Forest    | Środkowy                             | Senior    |
| 1997–98  | Antawn Jamison      | North Carolina | Niski skrzydłowy                     | Junior    |
| 1998–99  | Elton Brand         | Duke           | Środkowy                             | Sophomore |
| 1999–00  | Kenyon Martin       | Cincinnati     | Silny skrzydłowy                     | Senior    |
| 2000–01  | Shane Battier       | Duke           | Rzucający obrońca / Niski skrzydłowy | Senior    |
| 2001–02  | Jay Williams        | Duke           | Rozgrywający                         | Junior    |
| 2002–03  | David West          | Xavier         | Silny skrzydłowy                     | Senior    |
| 2003–04  | Jameer Nelson       | Saint Joseph's | Rozgrywający                         | Senior    |
| 2004–05  | Andrew Bogut        | Utah           | Środkowy                             | Sophomore |
| 2005–06† | Adam Morrison       | Gonzaga        | Niski skrzydłowy                     | Junior    |
| 2005–06† | J.J. Redick         | Duke           | Rzucający obrońca                    | Senior    |
| 2006–07  | Kevin Durant        | Teksas         | Niski skrzydłowy                     | Freshman  |
| 2007–08  | Tyler Hansbrough    | North Carolina | Silny skrzydłowy                     | Junior    |
| 2008–09  | Blake Griffin       | Oklahoma       | Silny skrzydłowy                     | Sophomore |
| 2009–10  | Evan Turner         | Ohio State     | Rzucający obrońca                    | Junior    |
| 2010–11  | Jimmer Fredette     | BYU            | Rzucający obrońca                    | Senior    |
| 2011–12  | Anthony Davis       | Kentucky       | Silny skrzydłowy                     | Freshman  |
| 2012–13  | Trey Burke          | Michigan       | Rozgrywający                         | Sophomore |
| 2013–14  | Doug McDermott      | Creighton      | Niski skrzydłowy                     | Senior    |
| 2014–15  | Frank Kaminsky      | Wisconsin      | Silny skrzydłowy                     | Senior    |
| 2015–16  | Buddy Hield         | Oklahoma       | Rzucający obrońca                    | Senior    |
| 2016–17  | Frank Mason III     | Kansas         | Rozgrywający                         | Senior    |
| 2017–18  | Jalen Brunson       | Villanova      | Rozgrywający                         | Junior    |
| 2018–19  | Zion Williamson     | Duke           | Niski skrzydłowy                     | Freshman  |
| 2019–20  | Obi Toppin          | Dayton         | Silny skrzydłowy                     | Sophomore |